# Secunde
Een secunde (van Latijn: secundus, de tweede) is in de muziektheorie 
het interval in een diatonische toonladder tussen een eerste toon en de daarboven liggende tweede. Een secunde omvat één toonafstand en bestaat dus uit twee tonen die elkaar diatonisch opvolgen. Het interval tussen bijvoorbeeld de tonen c en d is dus een secunde, maar ook het interval tussen e en f. Daarnaast wordt ook de toon die in een diatonische toonladder op de tweede toontrap ligt, de  secunde genoemd. Ook wordt de tweeklank die bestaat uit twee tonen die een secunde uit elkaar liggen, als secunde aangeduid. De tweeklank c-d is een secunde, of de tonen c en d vormen een secunde. Bij uitzondering wordt ook wel van 'seconde' gesproken. 

## Varianten
Secunden worden nog onderscheiden in grote, kleine, verminderde en overmatige secunden.

### Grote secunde
Een grote secunde bestaat uit één hele toonafstand. Men duidt een grote secunde wel afgekort aan met M2.
- Voorbeeld: Het interval tussen c' en d' is een grote secunde

### Kleine secunde
Een kleine secunde bestaat uit een halve toonafstand. Men duidt een kleine secunde wel afgekort aan met m2. Ze is (enharmonisch gelijk aan de overmatige prime).
- Voorbeeld: Het interval tussen c' en des' is een kleine secunde

### Verminderde secunde
Als van een kleine secunde de hogere toon chromatisch met een halve toon verlaagd is, spreekt men van een verminderde secunde. 
- Voorbeeld: Het interval tussen e' en f' is een kleine secunde, dus het interval tussen e' en fes' is een verminderde secunde

### Overmatige secunde
Als van een grote secunde de hogere toon chromatisch met een halve toon verhoogd is, spreekt men van een overmatige secunde.
- Voorbeeld: Het interval tussen c' en dis' is een overmatige secunde

In de stamtoonladder c-d-e-f-g-a-b-c komen dus zeven secundes voor, nl. de intervallen c-d, d-e, e-f, f-g, g-a, a-b en b-c. Hiervan worden de intervallen c-d, d-e, f-g, g-a en a-b gevormd door twee tonen met een hele toonafstand; het zijn dus grote secundes. De intervallen e-f en b-c beslaan slechts een halve toonafstand en zijn dus kleine secundes.

## Stemmingsverhoudingen
In de microtonale muziek en de reine stemming gaat men uit van breukgetallen, afwijkend van de gelijkzwevende stemming:
- de reine grote secunde; toon met een frequentie die 9/8 x de frequentie van de grondtoon is. Deze toon is iets hoger dan de gelijkzwevende grote secunde.
- de septimale grote secunde; toon met een frequentie die 8/7 x de frequentie van de grondtoon is. Deze toon is eveneens hoger dan de gelijkzwevende grote secunde.
- de kleine grote secunde; toon met een frequentie die 10/9 x de frequentie van de grondtoon is. Deze toon is iets lager dan de gelijkzwevende grote secunde.
- de vier vijfde toon of Ptolemeus' secunde, toon met een frequentie die 11/10 x de frequentie van de grondtoon is. Deze toon ligt tussen de grote en kleine secunde van de gelijkzwevende stemming.
- de driekwarttoon of undecimale neutrale secunde, toon met een frequentie die 12/11 x de frequentie van de grondtoon is. Deze toon ligt tussen de grote en kleine secunde van de gelijkzwevende stemming.

## Geluidsfragmenten
- Klik hier om een kleine secunde van B-C te beluisteren (midi)
- Klik hier om een grote secunde van A-B te beluisteren (midi)